# Luigi II di Montpensier
Luigi di Borbone (16 maggio 1483 – Napoli, 14 agosto 1501) fu conte di Montpensier, delfino d'Alvernia e conte di Clermont-en-Auvergne dal 1496 fino alla sua morte.

## Origine
Secondo lo storico e genealogista francese, Pierre de Guibours, detto Père Anselme de Sainte-Marie o più brevemente Père Anselme, Luigi era il figlio maschio primogenito del conte di Montpensier, delfino d'Alvernia, signore di Mercœur e di Combrailles, conte di Clermont e di Sancerre, Gilberto e della moglie, Chiara Gonzaga, figlia di Federico I Gonzaga e di Margherita di Baviera.
Gilberto di Montpensier, ancora secondo Père Anselme, era il figlio primogenito del conte di Montpensier, delfino d'Alvernia, signore di Mercœur e di Combrailles, conte di Clermont e di Sancerre, Luigi I e della sua seconda moglie, Gabrielle de La Tour d'Auvergne, figlia del signore de La Tour e conte d'Alvernia e conte di Boulogne, Bertrando V de La Tour e di Jacquette du Peschin.

## Biografia
Suo padre, Gilberto, che al seguito del re di Francia, Carlo VIII, nel 1494, aveva conquistato il regno di Napoli e che, nel 1495, era stato nominato viceré di Napoli, era morto il 5 ottobre 1496, a Pozzuoli della stessa febbre che aveva decimato il suo esercito, e lì fu sepolto; in un secondo tempo le sue spoglie furono trasferite nella cappella di San Luigi ad Aigueperse; Luigi, in quanto figlio maschio primogenito, gli succedette come Luigi II Delfino d'Alvernia e Conte di Montpensier.
Nel 1499, Luigi ebbe il comando della seconda armata al seguito di Louis de la Trémoille, inviato dal re di Francia, Luigi XII, nel ducato di Milano.
Nel 1501, partecipò alla conquista del regno di Napoli e si distinse all'assedio di Capua, dal 17 al 25 luglio; si distinse ancora alla presa di Napoli.
Dopo la conquista di Napoli, Luigi si recò a Pozzuoli per rendere omaggio alla salma del padre; ma alla vesta dei resti del padre, ebbe una crisi di pianto e fu colto da una forte febbre.
L'undici agosto, rendendosi conto della gravità della sua salute, Luigi fece testamento, come ci viene confermato dal documento n° 7533 dei Titres de la maison ducale de Bourbon.
Trasportato a Napoli, Luigi, all'età di diciotto anni, mori il 14 agosto 1501 e le sue spoglie furono trasferite nella cappella di San Luigi ad Aigueperse. Non essendosi sposato e non avendo avuto figli legittimi, gli succedette il fratello minore Carlo, il futuro duca di Borbone Carlo III il Connestabile di Borbone, che tradì re Francesco I di Francia.

## Discendenza
Di Luigi non si conosce alcuna discendenza

## Ascendenza
|                                 |                      |                                  | Genitori                            |  |  | Nonni |  |  | Bisnonni              |  |  | Trisnonni           |  |
|                                 |                      |                                  |                                     |  |  |       |  |  | Giovanni I di Borbone |  |  | Luigi II di Borbone |  |
|                                 |                      |                                  |                                     |  |  |       |  |  | Giovanni I di Borbone |  |  | Luigi II di Borbone |  |
|                                 |                      | Anna di Forez                    |                                     |  |  |       |  |  | Giovanni I di Borbone |  |  |                     |  |
| Luigi I di Montpensier          |                      |                                  |                                     |  |  |       |  |  | Giovanni I di Borbone |  |  |                     |  |
|                                 |                      | Maria di Berry                   | Giovanni di Valois                  |  |  |       |  |  |                       |  |  |                     |  |
|                                 |                      | Maria di Berry                   | Giovanni di Valois                  |  |  |       |  |  |                       |  |  |                     |  |
|                                 |                      | Maria di Berry                   | Giovanna d'Armagnac                 |  |  |       |  |  |                       |  |  |                     |  |
| Gilberto di Borbone-Montpensier |                      | Maria di Berry                   |                                     |  |  |       |  |  |                       |  |  |                     |  |
|                                 |                      | Bertrando V di La Tour           | Bertrando IV di La Tour             |  |  |       |  |  |                       |  |  |                     |  |
|                                 |                      | Bertrando V di La Tour           | Bertrando IV di La Tour             |  |  |       |  |  |                       |  |  |                     |  |
|                                 |                      | Bertrando V di La Tour           | Maria I d'Alvernia                  |  |  |       |  |  |                       |  |  |                     |  |
| Gabriella di La Tour d'Auvergne |                      | Bertrando V di La Tour           |                                     |  |  |       |  |  |                       |  |  |                     |  |
|                                 |                      | Giacomina dello Peschin          | Luigi dello Peschin                 |  |  |       |  |  |                       |  |  |                     |  |
|                                 |                      | Giacomina dello Peschin          | Luigi dello Peschin                 |  |  |       |  |  |                       |  |  |                     |  |
|                                 |                      | Giacomina dello Peschin          | Yseul di Sully                      |  |  |       |  |  |                       |  |  |                     |  |
| Luigi II di Borbone-Montpensier |                      | Giacomina dello Peschin          |                                     |  |  |       |  |  |                       |  |  |                     |  |
|                                 | Ludovico III Gonzaga | Gianfrancesco Gonzaga            |                                     |  |  |       |  |  |                       |  |  |                     |  |
|                                 | Ludovico III Gonzaga | Gianfrancesco Gonzaga            |                                     |  |  |       |  |  |                       |  |  |                     |  |
|                                 | Ludovico III Gonzaga | Paola Malatesta                  |                                     |  |  |       |  |  |                       |  |  |                     |  |
| Federico I Gonzaga              | Ludovico III Gonzaga |                                  |                                     |  |  |       |  |  |                       |  |  |                     |  |
|                                 |                      | Barbara di Brandeburgo           | Giovanni l'Alchimista               |  |  |       |  |  |                       |  |  |                     |  |
|                                 |                      | Barbara di Brandeburgo           | Giovanni l'Alchimista               |  |  |       |  |  |                       |  |  |                     |  |
|                                 |                      | Barbara di Brandeburgo           | Barbara di Sassonia-Wittenberg      |  |  |       |  |  |                       |  |  |                     |  |
| Chiara Gonzaga                  |                      | Barbara di Brandeburgo           |                                     |  |  |       |  |  |                       |  |  |                     |  |
|                                 |                      | Alberto III di Baviera           | Ernesto di Baviera-Monaco           |  |  |       |  |  |                       |  |  |                     |  |
|                                 |                      | Alberto III di Baviera           | Ernesto di Baviera-Monaco           |  |  |       |  |  |                       |  |  |                     |  |
|                                 |                      | Alberto III di Baviera           | Elisabetta Visconti                 |  |  |       |  |  |                       |  |  |                     |  |
| Margherita di Baviera           |                      | Alberto III di Baviera           |                                     |  |  |       |  |  |                       |  |  |                     |  |
|                                 |                      | Anna di Braunschweig-Grubenhagen | Erich I di Braunschweig-Grubenhagen |  |  |       |  |  |                       |  |  |                     |  |
|                                 |                      | Anna di Braunschweig-Grubenhagen | Erich I di Braunschweig-Grubenhagen |  |  |       |  |  |                       |  |  |                     |  |
|                                 |                      | Anna di Braunschweig-Grubenhagen | Elisabetta di Brunswick-Göttingen   |  |  |       |  |  |                       |  |  |                     |  |
|                                 |                      | Anna di Braunschweig-Grubenhagen |                                     |  |  |       |  |  |                       |  |  |                     |  |